# Велики басен
Велики басен је велика, аридна област на западу Сједнињених Америчких Држава. Према најприхваћенијој подели обухвата подручје које се налази између Васач планина (енгл. Wasatch Mountains) у Јути и Сијера Неваде, и у којем нема отицања река према мору. Површина регије износи више од 0,5 милиона km² (550 000 km²). Заузима већи део државе Неваде, западну Јуту, као и мање делове Орегона, Ајдаха и Калифорније.

## Рељеф
Басен је затворена депресија ограничена Сијера Невадом и Каскадским планинама на западу, Колумбијским платоом на северу, Стеновитим планинама на истоку и платоом Колорада на југу. Он представља полупустињску висију у којој су спуштене простране котлине, чија су дна на 1 200 - 1 500 m апсолутне висине, изузев Долине Смрти, чије је дно на 83 m испод морског нивоа. Велики басен је најшири на северу, док се према југу сужава и снижава. Састоји се од широких долина и стеновитих планинских области.
У рељефу Великог басена запажају се фосилни абразиони облици. Ове облике проучавали су Г. К. Џилберт и И. Расел. Г. К. Џилберт истраживао је трагове фосилних квартарних тераса језера Бонвиљ, језера које за време плеистоцена постојало на месту данашњег Великог Сланог језера. Бонвиљско језеро имало је у фази максималног нивоа знатно веће простирање од Великог Сланог језера. Џилбертове генетске анализе и морфолошка метода истраживања фосилних тераса Бонвиља постали су умногоме образац за сва каснија проучавања фосилног абразионог рељефа. Он је на странама језерског басена запазио серију, изузетно добро морфолошки очуваних, фосилних абразионих тераса. Има их седам, од којих су 6 усечене при ритмичком нарастању језерског нивоа (трансгресивне), а једна је усечена када је ниво језера нагло опао (регресивна). Највиша, „Бонвиљска тераса” је најмлађа трансгресивна тераса, усечена 305 m изнад данашњег нивоа Великог сланог језера. Најнижа и свеукупно најмлађа је регресивна „тераса Прово” усечена на висини од 183 m. Између ових двеју тераса је 5 трансгресивних где најнижа од њих представља најстарију трансгресивну терасу. Ова појава где се млађе трансгресивне терасе налазе изнад старијих означава се као „инверсна суперпозиција”. До овога је дошло јер је ниво језера ритмички нарастао до нивоа „Бонвиљске терасе” (305 m) а онда нагло опао до нивоа „терасе Прово” (183 m).

## Клима
Планински ланац Сијера Неваде на западу зауставља ветрове који носе влажан ваздух са Пацифика, те због тога већи део Великог басена има пустињску климу, са укупним падавинама између 150 и 300 mm годишње.

## Хидролошке одлике
У Великом басену налазе се реликтна језера од којих су највећа Велико Слано, Пирамидско, Сивир и Јута. Највеће језеро у региону је Велико слано језеро на северу Јуте које се допуњује топљењем снега на планинама и бројним малим рекама које се уливају у њега. Ово плитко језеро има просечну површину од око 4.400 km², али његова величина значајно варира услед испаравања и притицања воде. То је једно од најсланијих незагађених језера на свету. На његовим обалама изграђена су индустријска постројења која прерађују језерску со. Регија Великог басена се не дренира према мору.

## Биљни и животињски свет
Биљни и животињски свет је веома оскудан, осим у оним областима где вештачки систем за наводњавање обезбеђује довољно воде.

## Економија
У поређењу са већим делом САД, Велики басен је неприступачна територија. Велике површине ове области су ненастањене, но ипак знатан број градова и мањих насеља. Већина пољопривредника се бави узгајањем оваца, али то не утиче много на укупну
обласну економију. Највећи економски извори овог региона су налазишта руда. Рудници сребра, злата и других метала помогли су да се развију насеља попут Карсон Ситија, главног града Неваде. Невада је данас водећа америчка савезна држава у производњи злата и живе, док је Јута међу водећим произвођачима сребра, бакра и руде гвожђа. Солт Лејк Сити је главни индустријски центар, као и седиште Цркве Исуса Христа последњег свеца — мормонске религије, чији су први чланови основали овај град 1840. године. У већини градова Неваде нагло је порастао број становника због легализовања коцкања 1931. године. У Лас Вегасу први казино отворен је 1941. године, а данас у водећем коцкарском центру живи 1,5 милиона људи.
- Зима у Великом басену
- Ауто-пут кроз Велики басен
- Солт Лејк Сити